# تفاضلات کسری
در ریاضیات، روش تفاضلات کسری (به انگلیسی: divided differences) یک الگوریتم است که در گذشته برای محاسبه‌ی جداول لگاریتم‌ها و توابع مثلثاتی استفاده می‌شده است.  موتور تفاوت چارلز ببیج، یک ماشین‌حساب مکانیکی اولیه، طوری طراحی شده بود که از این الگوریتم در انجام عملیات‌های محاسباتی استفاده کند. 
روش تفاضلات کسری یک فرایند تقسیم بازگشتی است. از این روش می‌توان برای محاسبه‌ی ضرایب چندجمله‌ای درون‌یابی به فرم نیوتن استفاده کرد. 

## تعریف
با داشتن k+1 نقطه‌ی 
{\displaystyle (x_{0},y_{0}),\ldots ,(x_{k},y_{k})}
تفاضلات کسری پیش‌رو به این شکل تعریف می‌شوند: 
{\displaystyle [y_{\nu }]:=y_{\nu },\qquad \nu \in \{0,\ldots ,k\}}
{\displaystyle [y_{\nu },\ldots ,y_{\nu +j}]:={\frac {[y_{\nu +1},\ldots ,y_{\nu +j}]-[y_{\nu },\ldots ,y_{\nu +j-1}]}{x_{\nu +j}-x_{\nu }}},\qquad \nu \in \{0,\ldots ,k-j\},\ j\in \{1,\ldots ,k\}.}
و تفاضلات کسری پس‌رو به این شکل تعریف می‌شوند: 
{\displaystyle [y_{\nu }]:=y_{\nu },\qquad \nu \in \{0,\ldots ,k\}}
{\displaystyle [y_{\nu },\ldots ,y_{\nu -j}]:={\frac {[y_{\nu },\ldots ,y_{\nu -j+1}]-[y_{\nu -1},\ldots ,y_{\nu -j}]}{x_{\nu }-x_{\nu -j}}},\qquad \nu \in \{j,\ldots ,k\},\ j\in \{1,\ldots ,k\}.}

## نمادگذاری
اگر نقاط داده، در قالب یک تابع ƒ داده شده باشند، 
{\displaystyle (x_{0},f(x_{0})),\ldots ,(x_{k},f(x_{k}))}
در این صورت می‌نویسیم: 
{\displaystyle f[x_{\nu }]:=f(x_{\nu }),\qquad \nu \in \{0,\ldots ,k\}}
{\displaystyle f[x_{\nu },\ldots ,x_{\nu +j}]:={\frac {f[x_{\nu +1},\ldots ,x_{\nu +j}]-f[x_{\nu },\ldots ,x_{\nu +j-1}]}{x_{\nu +j}-x_{\nu }}},\qquad \nu \in \{0,\ldots ,k-j\},\ j\in \{1,\ldots ,k\}.}
نمادگذاری‌های متفاوتی برای تفاضلات کسری تابع ƒ روی نقاط  x0, ..., xn استفاده می‌شود: 
{\displaystyle [x_{0},\ldots ,x_{n}]f,}
{\displaystyle [x_{0},\ldots ,x_{n};f],}
{\displaystyle D[x_{0},\ldots ,x_{n}]f}
و غیره. 

## مثال
تفاضلات کسری برای {\displaystyle \nu =0} و چند مقدار اول {\displaystyle j}: 
{\displaystyle {\begin{aligned}{\mathopen {[}}y_{0}]&=y_{0}\\{\mathopen {[}}y_{0},y_{1}]&={\frac {y_{1}-y_{0}}{x_{1}-x_{0}}}\\{\mathopen {[}}y_{0},y_{1},y_{2}]&={\frac {{\mathopen {[}}y_{1},y_{2}]-{\mathopen {[}}y_{0},y_{1}]}{x_{2}-x_{0}}}={\frac {{\frac {y_{2}-y_{1}}{x_{2}-x_{1}}}-{\frac {y_{1}-y_{0}}{x_{1}-x_{0}}}}{x_{2}-x_{0}}}={\frac {y_{2}-y_{1}}{(x_{2}-x_{1})(x_{2}-x_{0})}}-{\frac {y_{1}-y_{0}}{(x_{1}-x_{0})(x_{2}-x_{0})}}\\{\mathopen {[}}y_{0},y_{1},y_{2},y_{3}]&={\frac {{\mathopen {[}}y_{1},y_{2},y_{3}]-{\mathopen {[}}y_{0},y_{1},y_{2}]}{x_{3}-x_{0}}}\end{aligned}}}
برای روشن‌تر شدن روند بازگشتی، تفاضلات کسری را می‌توان به‌صورت یک جدول نوشت: 
{\displaystyle {\begin{matrix}x_{0}&y_{0}=[y_{0}]&&&\\&&[y_{0},y_{1}]&&\\x_{1}&y_{1}=[y_{1}]&&[y_{0},y_{1},y_{2}]&\\&&[y_{1},y_{2}]&&[y_{0},y_{1},y_{2},y_{3}]\\x_{2}&y_{2}=[y_{2}]&&[y_{1},y_{2},y_{3}]&\\&&[y_{2},y_{3}]&&\\x_{3}&y_{3}=[y_{3}]&&&\\\end{matrix}}}

## ویژگی‌ها
- خطی بودن

{\displaystyle (f+g)[x_{0},\dots ,x_{n}]=f[x_{0},\dots ,x_{n}]+g[x_{0},\dots ,x_{n}]}
{\displaystyle (\lambda \cdot f)[x_{0},\dots ,x_{n}]=\lambda \cdot f[x_{0},\dots ,x_{n}]}
- قانون لایبنیتس

{\displaystyle (f\cdot g)[x_{0},\dots ,x_{n}]=f[x_{0}]\cdot g[x_{0},\dots ,x_{n}]+f[x_{0},x_{1}]\cdot g[x_{1},\dots ,x_{n}]+\dots +f[x_{0},\dots ,x_{n}]\cdot g[x_{n}]}
- تفاضلات کسری متقارن هستند: اگر {\displaystyle \sigma :\{0,\dots ,n\}\to \{0,\dots ,n\}} یک جایگشت باشد، داریم:

{\displaystyle f[x_{0},\dots ,x_{n}]=f[x_{\sigma (0)},\dots ,x_{\sigma (n)}]}
- از قضیه‌ی مقدار میانگین برای تفاضلات کسری نتیجه می‌شود:

{\displaystyle f[x_{0},\dots ,x_{n}]={\frac {f^{(n)}(\xi )}{n!}}} به‌طوری که {\displaystyle \xi } در بازه‌ای باز قرار دارد که توسط کوچک‌ترین و بزرگ‌ترین {\displaystyle x_{k}}ها تعیین می‌شود.

### فرم ماتریسی
تفاضلات کسری را می‌توان در قالب یک ماتریس بالامثلثی قرار داد. اگر داشته باشیم: {\displaystyle T_{f}(x_{0},\dots ,x_{n})={\begin{pmatrix}f[x_{0}]&f[x_{0},x_{1}]&f[x_{0},x_{1},x_{2}]&\ldots &f[x_{0},\dots ,x_{n}]\\0&f[x_{1}]&f[x_{1},x_{2}]&\ldots &f[x_{1},\dots ,x_{n}]\\\vdots &\vdots &\vdots &\ddots &\vdots \\0&0&0&\ldots &f[x_{n}]\end{pmatrix}}} . 
آن‌گاه: 
- {\displaystyle T_{f+g}x=T_{f}x+T_{g}x}
- {\displaystyle T_{f\cdot g}x=T_{f}x\cdot T_{g}x}

که از قانون لایب نیتز نتیجه می‌شود. این بدان معناست که ضرب چنین ماتریسی خاصیت جابه‌جایی دارد. به‌طور خلاصه، ماتریس‌های تفاضلات کسری با توجه به همان مجموعه نقاط، یک حلقه‌ی جابه‌جایی را تشکیل می‌دهند.